# Strange haircuts // cardboard guitars // and computer samples
strange haircuts // cardboard guitars // and computer samples è il secondo album di raccolta del gruppo musicale statunitense Information Society, pubblicato il 24 aprile 2001.

## Tracce
1. Running – 7:41
2. Walking Away – 3:58
3. Repetition – 4:32
4. Lay All Your Love on Me (Metal Mix) – 6:48
5. What's on Your Mind (Pure Energy) – 4:33
6. Think – 3:54
7. How Long – 4:05
8. Crybaby – 5:10
9. Peace & Love, Inc. – 5:00
10. Going, Going Gone – 4:53
11. Strength – 5:10
12. A Knife and a Fork/Think Tank (The Massively Parallel Mix) – 7:06
13. Running (Victor Calderone Remix) – 4:31
14. What's on Your Mind (Pure Energy 2001) (Junior Vasquez Remix) – 3:46